# Groom
Groom è un centro abitato degli Stati Uniti d'America, situato nella contea di Carson dello Stato del Texas. Fa parte dell'area metropolitana di Amarillo, Texas.

## Geografia fisica
Groom è situata a 35°12′11″N 101°06′24″W (35.203112, -101.106710).
Secondo lo United States Census Bureau, ha un'area totale di 0,8 miglia quadrate (2,1 km²).
Groom è situata sulla Interstate Highway 40 (la storica Route 66), 42 miglia a est di Amarillo, 220 miglia (350 km) a ovest di Oklahoma City.

## Società

### Evoluzione demografica
Secondo il censimento del 2000, c'erano 587 persone, 240 nuclei familiari, e 178 famiglie residenti nella città. La densità di popolazione era di 778,7 persone per miglio quadrato (302,2/km²). C'erano 290 unità abitative a una densità media di 384,7 per miglio quadrato (149,3/km²). La composizione etnica della città era formata dal 94,72% di bianchi, lo 0,17% di nativi americani, lo 0,17% di asiatici, il 2,90% di altre razze, e il 2,04% di due o più etnie. Ispanici o latinos di qualunque razza erano il 4,77% della popolazione.
C'erano 240 nuclei familiari di cui il 31,3% avevano figli di età inferiore ai 18 anni, il 63,3% erano coppie sposate conviventi, il 7,5% aveva un capofamiglia femmina senza marito, e il 25,8% erano non-famiglie. Il 25,8% di tutti i nuclei familiari erano individuali e il 16,3% aveva componenti con un'età di 65 anni o più che vivevano da soli. Il numero di componenti medio di un nucleo familiare era di 2,45 e quello di una famiglia era di 2,92.
La popolazione era composta dal 26,6% di persone sotto i 18 anni, il 6,8% di persone dai 18 ai 24 anni, il 23,9% di persone dai 25 ai 44 anni, il 22,0% di persone dai 45 ai 64 anni, e il 20,8% di persone di 65 anni o più. L'età media era di 40 anni. Per ogni 100 femmine c'erano 95,0 maschi. Per ogni 100 femmine dai 18 anni in giù, c'erano 93,3 maschi.
Il reddito medio di un nucleo familiare era di 31.705 dollari, e quello di una famiglia era di 39.063 dollari. I maschi avevano un reddito medio pro capite di 30.577 dollari contro i 24.500 dollari delle femmine. Il reddito medio pro capite era di 15.593 dollari. Circa il 9,4% delle famiglie e il 13,2% della popolazione erano sotto la soglia di povertà, incluso il 22,0% di persone sotto i 18 anni e l'11,8% di persone di 65 anni o più.

## Attrazioni

### La Giant Cross
C'è una croce alta circa 19 piani situata accanto alla Interstate 40 (ex US Route 66) a Groom. Questa croce, alta circa 58 metri, può essere vista da 32 chilometri di distanza. Statue a grandezza naturale delle rappresentazioni della Via Crucis circondano la base della Giant Cross. Ispirata a questa croce, i residenti di Effingham, Illinois, hanno eretto una croce simile che è otto metri più alta. Il film Vendesi miracolo è stato girato vicino al luogo della croce a Groom, ma prima che la croce venisse costruita.

### La Leaning Water Tower
A Groom si può trovare anche una torre idrica pendente, una volta funzionante ma che attualmente serve come elemento di attrazione.

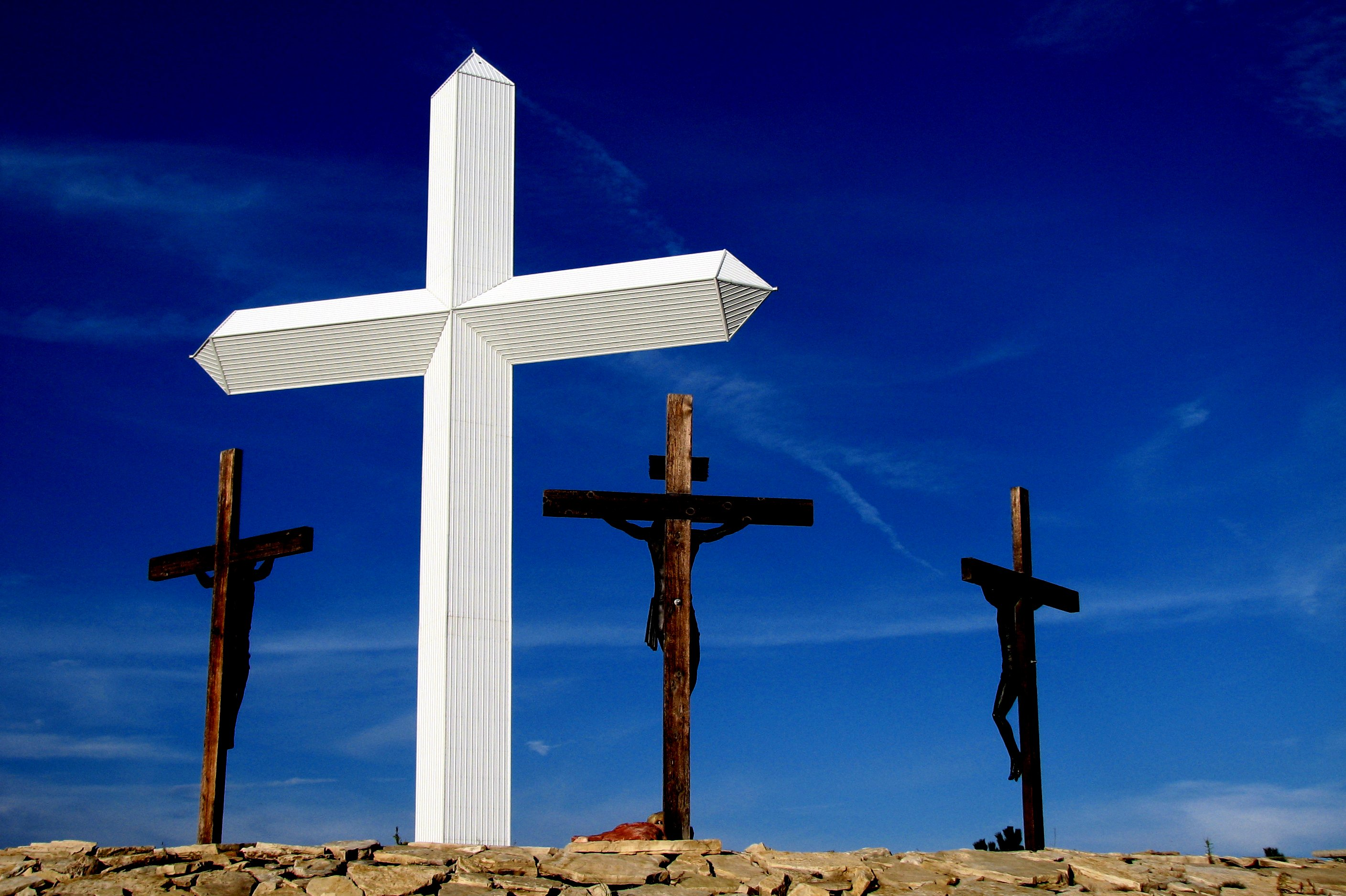
La Giant Cross
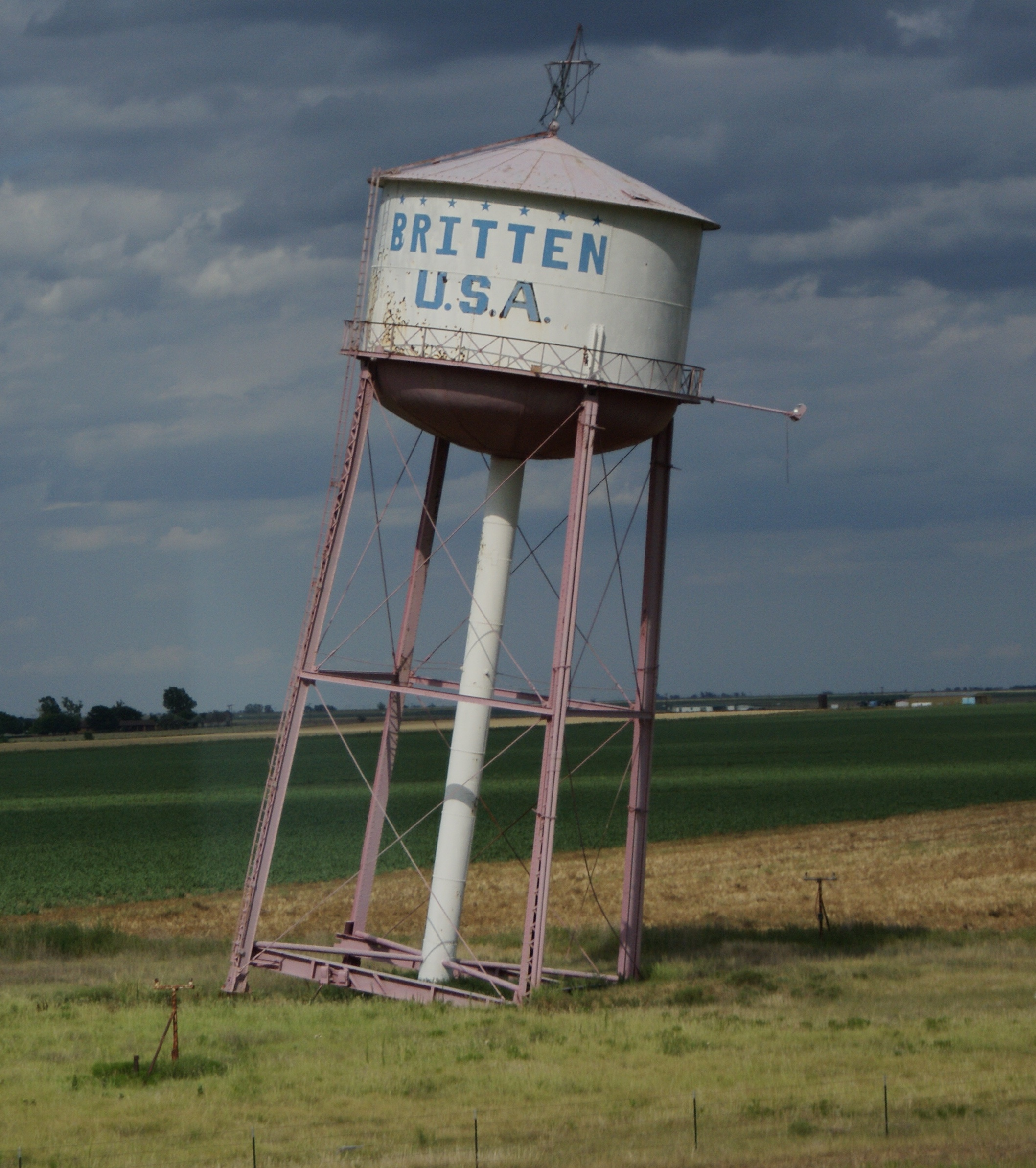
La Leaning Water Tower